# Diagrama Ph

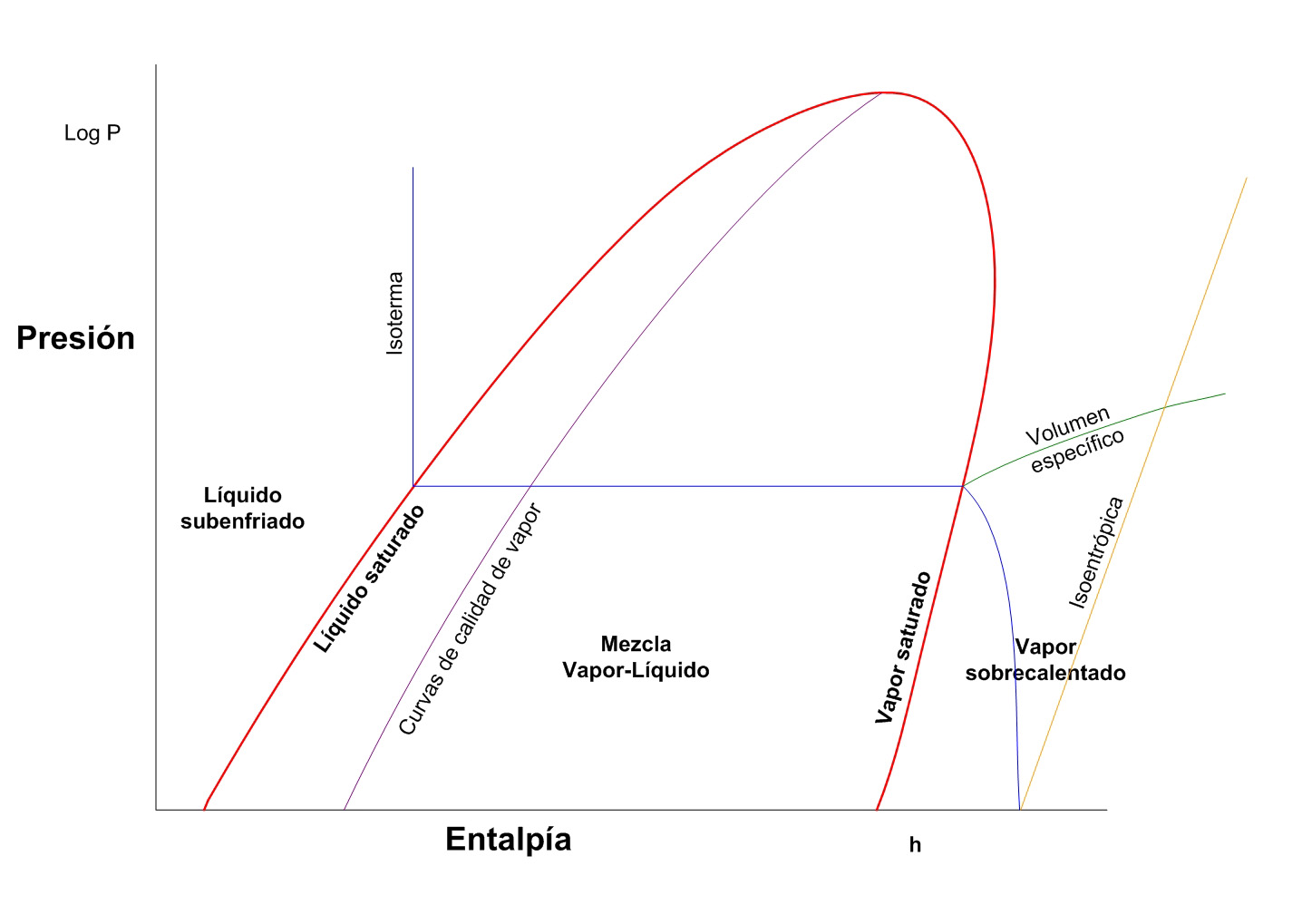
Diagrama Ph o Pressió/entalpia

El diagrama Ph o diagrama de Mollier per pressió entalpia, és la representació gràfica en una gràfic semi-logarítmic en el pla pressió/entalpia dels estats possibles d'un compost químic —especialment per als gasos refrigerants— i és en ella on es tracen i solen estudiar els diferents sistemes frigorífics de refrigeració per compressió. Bàsicament el diagrama està compost per dos eixos principals i tres zones delimitades per una corba de saturació.
- A l'eix d'ordenades es registra el valor de pressió en (bar) —per diagrames Ph a Sistema Internacional d'Unitats—, eix graduat en escala logarítmica.
- A l'eix d'abscisses es registra el valor d'entalpia en unitat de massa en [KJ/kg] o [kcal/kg].
- Una corba de saturació amb forma de "U" invertida la qual determina si el compost es troba en estat líquid subrefredat, líquid saturat, barreja líquid - vapor, vapor saturat o vapor sobreescalfat (color vermell).

Al seu torn es defineixen sis tipus de traces a través de les quals es descriuen els cicles de refrigeració i els estats d'agregació de la matèria.
- Isòbares: Rectes paral·leles que coincideixen iguals valors de pressió. Aquestes són perpendiculars l'eix de les ordenades.
- Isoentàlpiques: Rectes paral·leles que coincideixen iguals valors d'entalpia en massa. Aquestes són perpendiculars a l'eix de les abscisses.
- Isotermes: que a la zona de líquid subrefredat són paral·leles a l'ordenada i dins de la campanya de barreja són paral·leles a l'abscissa, ia la zona de vapor sobreescalfat baixen en forma corba. Aquestes traces - "paral·leles" entre si-coincideixen els valors de la mateixa temperatura del sistema, i en les taules Ph al Sistema Internacional d'Unitats està expressat en graus celcius (color blau).
- Isòcores: Són les corbes que coincideixen els punts amb igual volum específic i també són paral·leles entre si per a diferents valors. Al Sistema Internacional d'Unitats està expressat en [m³/kg]. Es desenvolupen en l'esquerra de la zona de mescla líquid-vapor i s'estén cap a la dreta fins a la de vapor sobreescalfat fins al final del diagrama (color verd).
- Isoentròpic: Són les corbes que coincideixen els valors de la mateixa entropia en el sistema. Al SI es mesuren en [KJ/kg K] o [KJ/kg ° C]. Paral·leles entre si i d'una elevada pendent (color groc).
- Nou corbes de  "títol de vapor"  o "qualitat de vapor" que indiquen el percentatge en massa de vapor contingut en la barreja líquid-vapor. Aquestes corbes, existents només dins de la campana de barreja, són coincidents en el seu extrem superior més el seu extrem inferior es troba relativament equidistant a l'adjacent i així successivament. Són nominades amb els valors del 0,1 al 0,9 (color violeta').

A la part superior de la corba de saturació es defineix l'anomenat punt crític el qual és el límit a partir del qual, per molt que s'augmenti la pressió, no és possible condensar el gas.

## Diagrama Ph i sistemes de refrigeració
Per la seva banda, cada refrigerant té el seu propi diagrama Ph amb particularitats que el fan més o menys adequat a cada aplicació frigorífica i propietats exclusives com a relació temperatura/pressió tant de saturació com en barreja, efecte refrigerant, temperatura de descàrrega del compressor en funció de l'entropia, entre d'altres. Un dels grans avantatges del diagrama Ph és la facilitat i fiabilitat amb què es poden fer els càlculs de sistemes frigorífics i selecció de components com evaporadors, condensadors, compressors i dispositius d'expansió, canonades i accessoris, així com traçar tota mena de sistemes frigorífics, bé sigui d'una etapa, compressió múltiple, sistemes en cascada, sistemes amb recirculació per bomba i altres.